# Funció multiplicativa
En teoria de nombres, una funció multiplicativa és una funció aritmètica f : ℕ* → ℂ que compleix que
- f(1) = 1;
- si a i b són coprimers, f(ab) = f(a)f(b).

Una funció aritmètica g(n) és completament multiplicativa (o totalment multiplicativa) quan compleix que
- g(1) = 1;
- per dos enters positius qualssevol a i b, g(ab) = g(a)g(b).